# Белтень (комуна, Васлуй)
Белтень, Белтені (рум. Bălteni) — комуна у повіті Васлуй в Румунії. До складу комуни входять такі села (дані про населення за 2002 рік):
- Белтень (929 осіб)
- Белтень-Дял (533 особи)
- Кетрешть (159 осіб)

Комуна розташована на відстані 275 км на північний схід від Бухареста, 9 км на північний захід від Васлуя, 53 км на південь від Ясс, 142 км на північ від Галаца.

## Населення
За даними перепису населення 2002 року у комуні проживала 1621 особа, усі — румуни. Усі жителі комуни рідною мовою назвали румунську.
Склад населення комуни за віросповіданням:
| Релігія       | Кількість осіб | Відсоток |
| ------------- | -------------- | -------- |
| православні   | 1613           | 99,5%    |
| бретрени      | 5              | 0,3%     |
| п'ятдесятники | 2              | 0,1%     |
| атеїсти       | 1              | 0,1%     |

## Зовнішні посилання
- Дані про комуну Белтень на сайті Ghidul Primăriilor [Архівовано 15 травня 2012 у Wayback Machine.]